# Kanton Seignelay
Der Kanton Seignelay war bis 2015 ein französischer Wahlkreis im Arrondissement Auxerre, im Département Yonne und in der Region Burgund; sein Hauptort war Seignelay, Vertreter im Generalrat des Départements war von 1998 bis 2011 Jean-Michel Delagneau (LV). Ihm folgte Thierry Corniot (DVG) nach.

## Gemeinden
Der Kanton bestand aus neun Gemeinden und einem Teil von Monéteau (angegeben ist hier die Gesamteinwohnerzahl. Im Kanton lebten etwa 400 Einwohner von Monéteau. Die übrigen lebten im Kanton Auxerre-Nord):
| Gemeinde           | Einwohner Jahr | Fläche km² | Bevölkerungsdichte | Code INSEE | Postleitzahl |
| ------------------ | -------------- | ---------- | ------------------ | ---------- | ------------ |
| Beaumont           | 627 (2013)     | 6,55       | 96 Einw./km²       | 89031      | 89250        |
| Chemilly-sur-Yonne | 957 (2013)     | 5,72       | 167 Einw./km²      | 89096      | 89250        |
| Cheny              | 2.440 (2013)   | 9,72       | 251 Einw./km²      | 89099      | 89400        |
| Gurgy              | 1.746 (2013)   | 13,12      | 133 Einw./km²      | 89198      | 89250        |
| Hauterive          | 411 (2013)     | 9,56       | 43 Einw./km²       | 89200      | 89250        |
| Héry               | 1.871 (2013)   | 21,19      | 88 Einw./km²       | 89201      | 89550        |
| Monéteau           | 4.001 (2013)   | –          | – Einw./km²        | 89263      | 89470        |
| Mont-Saint-Sulpice | 818 (2013)     | 19,62      | 42 Einw./km²       | 89268      | 89250        |
| Ormoy              | 710 (2013)     | 13,33      | 53 Einw./km²       | 89282      | 89400        |
| Seignelay          | 1.604 (2013)   | 13,47      | 119 Einw./km²      | 89382      | 89250        |

## Bevölkerungsentwicklung
| 1962 | 1968 | 1975 | 1982 | 1990   | 1999   | 2006   |
| ---- | ---- | ---- | ---- | ------ | ------ | ------ |
| 7160 | 6963 | 7936 | 9382 | 10.225 | 10.694 | 11.289 |

Bevölkerungszahlen ohne den Anteil der Stadt Monéteau. 